# フレフレ少女
『フレフレ少女』（フレフレしょうじょ）は、2008年10月11日に公開された日本の青春映画。監督は渡辺謙作、主演は新垣結衣。
映画公開に先駆けて小説化・漫画化されている。

## ストーリー
主人公は、小説の中にあこがれる櫻木高校の2年生、百山桃子。彼女はある時、本を読みながら校庭を歩いていると、野球部の誰かが打ったファウルボールが額を直撃してしまう。保健室で気を取り戻した桃子が見たのは、必死に平謝りする大嶋秀樹であった。秀樹は1年生ながらも、「大嶋秀樹が先発を投げた試合で負けたことはない」ぐらいの実績を残す、櫻木高校中が期待を寄せる新人である。
何度も桃子に頭を下げる秀樹であったが、その爽やかさと誠実さから、桃子は秀樹に一目ぼれをしてしまう。そこで、桃子は秀樹にラブレターを出そうとするも、高校中の人気者で、簡単にラブレターを渡せそうにもなかった。どうしても想いを伝えたい桃子の目に、学校の屋上で一人、応援団の練習をする山本龍太郎が映った。
龍太郎が叫ぶ團訓に魅かれ、夏の高校野球大会に向けて秀樹を見守るためという不純な動機で、桃子は櫻木高校第50代応援団への入団を決意する。しかし実際に入ってみると、応援団員は桃子と龍太郎のたった2人という、廃部寸前の状態だった。しかも、高校野球大会で応援をするには最低でも5人は必要。これではいけないということで、桃子と龍太郎の2人で残りの3人を募集することにする。
その後いろいろと苦労はあったものの、なんとか吹奏楽部の遠藤譲二、ウエイトリフティング部の大坪泰平、合唱部の田村晃を入部させることに成功。しかし、結局その3人も応援団自体に特別な思いを抱いていなかったため、いまいちまとまりがなかった。その後、譲二を鼓手長、泰平を旗手長、晃を参謀に任命するも、龍太郎は自分は「二番手向きの家系」だという理由で副団長になると言う。結局桃子が団長になってしまった。
結局応援団はまとまりがないまま、不知火高VS櫻木高の練習試合で応援をする日がやってきてしまう。不知火高校は10年連続甲子園出場、応援団も全国レベルという、とんでもない強豪校であった。結局、ライバル校の不知火高校のあまりの応援の迫力に圧倒され、櫻木高校応援団は自信をなくしてしまう。しかも、ほとんどまともな練習をしていないがために、観客の失笑を買うような応援をしてしまった上、校旗を倒して試合の妨害をしてしまった。
その結果、秀樹がいるにもかかわらず櫻木校は敗退した。不知火学園の応援団からは文句を言われたり、野球部からはもう応援に来るなと言われたり、更にはこの事態がきっかけで秀樹が不知火校に転校してしまい、甲子園出場の夢が消えたり……など、散々な状態になってしまった。この一連の騒動が学校全体への応援団に対する不信感を招き、応援団は再び解散の危機にさらされる。桃子も秀樹の転校により、応援団のために力を尽くす理由をなくしてしまう。そんなとき、これを懸念した第23代応援団団長の柳原源蔵がOBとして部室を訪れ、ゴールデンウィーク中に合宿を行おうと提案をする。
果たして、応援団は信頼を取り戻せるのだろうか。また、応援団は野球部を甲子園出場へと導いていけるのか？

## キャスト
- 百山 桃子: 新垣結衣 - 櫻木高校応援団第50代団長
- 山本 龍太郎: 永山絢斗 - 副団長
- 遠藤 譲二: 柄本時生 - 鼓手長
- 大坪 泰平: 斎藤嘉樹 - 旗手長
- 田村 晃: 染谷将太 - 参謀
- 柳原 源蔵: 内藤剛志
- 釜本: 加藤諒
- 北島: 金田哲
- 仮屋: モロ師岡

## スタッフ
- 監督: 渡辺謙作
- 脚本: 橋本裕志
- 音楽: 上田禎
- 撮影: 藤澤順一
- 美術: 花谷秀文
- 照明: 上田なりゆき
- 装飾: 山下順弘
- 録音: 柿澤潔
- 助監督: 大津是
- 衣装: 宮本まさ江
- 編集: 日下部元孝
- スクリプター: 近藤真智子
- メイク: 徳田芳昌
- プロデューサー: 桑田潔、八木征志
- エグゼクティブプロデューサー: 梅澤道彦
- 製作プロダクション: フィルムメイカーズ、リトルモア
- 製作: 2008「フレフレ少女」製作委員会（テレビ朝日・松竹・バップ・電通・レプロエンタテインメント・衛星劇場・集英社・日販・メ～テレ・九州朝日放送・北海道テレビ・静岡朝日テレビ・リトルモア）

## 主な撮影場所
舞台が栃木県のため、主に栃木県を中心にして撮影が行われた。
- 栃木県立田沼高等学校[1]
- 桐生市立商業高等学校
- 栃木県立栃木高等学校[1]
- 桐生球場
- 御殿山球場[1]

## 派生作品

### 小説
脚本の橋本裕志が自ら小説化し、集英社文庫から発売された。
- 橋本裕志 『フレフレ少女』 集英社〈集英社文庫〉（2008年6月発行、ISBN 978-4-08-746310-1）

### 漫画
よしづきくみちが作画を担当し、『スーパージャンプ』（集英社）において、2008年8号から21号まで連載された。
- 橋本裕志・渡辺謙作（原作）・よしづきくみち（作画） 『フレフレ少女』 集英社〈ジャンプ・コミックス デラックス〉、全2巻
  1. 2008年8月9日発行（2008年8月4日発売[2]）、ISBN 978-4-08-859722-5
  2. 2008年10月22日発行（2008年10月17日発売[3]）、ISBN 978-4-08-859738-6

## DVD・テレビ放送
2009年4月22日にDVDが発売された。地上波初放送は2009年8月23日。